# Миколи (Горица)
Миколи је насеље у Италији у округу Горица, региону Фурланија-Јулијска крајина.
Према процени из 2011. у насељу је живело 29 становника. Насеље се налази на надморској висини од 52 м.